# Rhizosomichthys totae
Rhizosomichthys totae — єдиний вид роду Rhizosomichthys з підродини Trichomycterinae родини Trichomycteridae ряду сомоподібні. Наукова назва походить від грецьких слів rhiza, тобто «корінь», soma — «тіло», ichthys — «риба». Інша назва «риба-мастило». Відомо лише 10 зразків цього сома.

## Опис
Завдовжки досягає 13,8 см. Голова коротка, морда витягнута й сильно сплощена. Задня часина голови масивна. Очі маленькі, розташовані у верхній частині голови. З боків рота є 2 пари коротесеньких вусів. Тулуб масивний, шкіра у середній частині являє собою послідовні великі складки наче у шарпея. Загалом має вигляд гнутого кореня. Хвостове стебло звужується, шкіра у нього гладенька. Спинний плавець невеличкий, з розгалуженими променями, розташовано посередині тулуба. Жировий плавець відсутній. Грудні плавці широкі, з короткою основою. Черевні плавці крихітні. Анальний плавець широкий, короткий. Хвостовий плавець великий, широкий.
Забарвлення сіро-коричневе. Голова, черево, плавці — світло-коричневі.

## Спосіб життя
Біологія вивчена недостатньо. Є бентопелагічною рибою. Воліє до прісної води. Тримається на значних глибинах — до 30-60 м. Активний у присмерку. Живиться дрібними водними безхребетними.

## Розповсюдження
Є ендеміком озера Тота (Колумбія). Популяція значно знизилася внаслідок зарибнення озера райдужною фореллю та посилення сейсмічної активності в цьому районі.